# Vulcão Tungurahua
O Tungurahua é um por  ativo localizado no centro andino do Equador, dando nome à província de Tungurahua. Tem 5023 m de altitude..

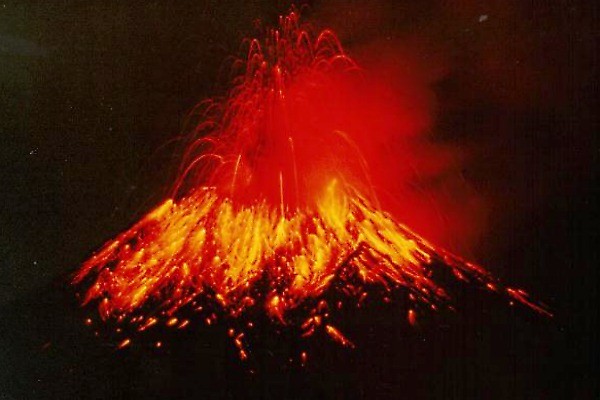
Imagem da erupção em novembro de 1999

O Tungurahua é um dos vulcões mais ativos dos últimos tempos. Uma das características mais assustadoras do vulcão é que a potência das suas explosões é capaz de gerar tremores de terra intensos na região. Sua ultima erupção foi em 2021.